# Mini-LP
Un mini-LP o mini-album è un album discografico in vinile di durata inferiore a quella di un long playing. Diversamente da un extended play, il quale è sostanzialmente un singolo di durata maggiore, contiene più tracce e in genere una lunghezza maggiore.
Un mini-LP non deve essere confuso con l'esclusivo CD giapponese "mini LP sleeve" o "paper jacket".

## Storia
I mini-LP diventano popolari nel 1980 con le case discografiche che miravano ai consumatori che erano riluttanti nel comprare album studio a prezzo pieno. Diversi mini-LP erano stati pubblicati alla fine degli anni 1970, tra cui Walking Back to Happiness, di John Cooper Clarke, che ha utilizzato il formato da 10 pollici. Il formato di solito era in vinile da 12 pollici o 10 pollici, con un tempo di riproduzione compreso tra i venti e i trenta minuti, e circa sette tracce. Epic Records ha introdotto il formato Nu-Disk di  10 pollici nei primi anni 1980, ma hanno trovato difficoltà a venderlo, e il mini-LP da 12 pollici è diventato più comune. Notevoli mini-LP dei primi anni 1980 degli U2 includono Under a Blood Red Sky, che ha raggiunto il secondo posto sulla Official Albums Chart nel 1983, e The Honeydrippers: Volume One, che ha raggiunto il quarto posto sulla Billboard 200 nel 1984.
Etichette discografiche indipendenti spesso pubblicano mini-LP di artisti prima di pubblicare album studio, e la 4AD ha preso questo approccio con Come on Pilgrim dei Pixies, debuttato nel 1987, utilizzando anche il formato per il secondo album dei Throwing Muses, The Fat Skier, nello stesso anno.